# Chorągiew husarska koronna Mikołaja Potockiego

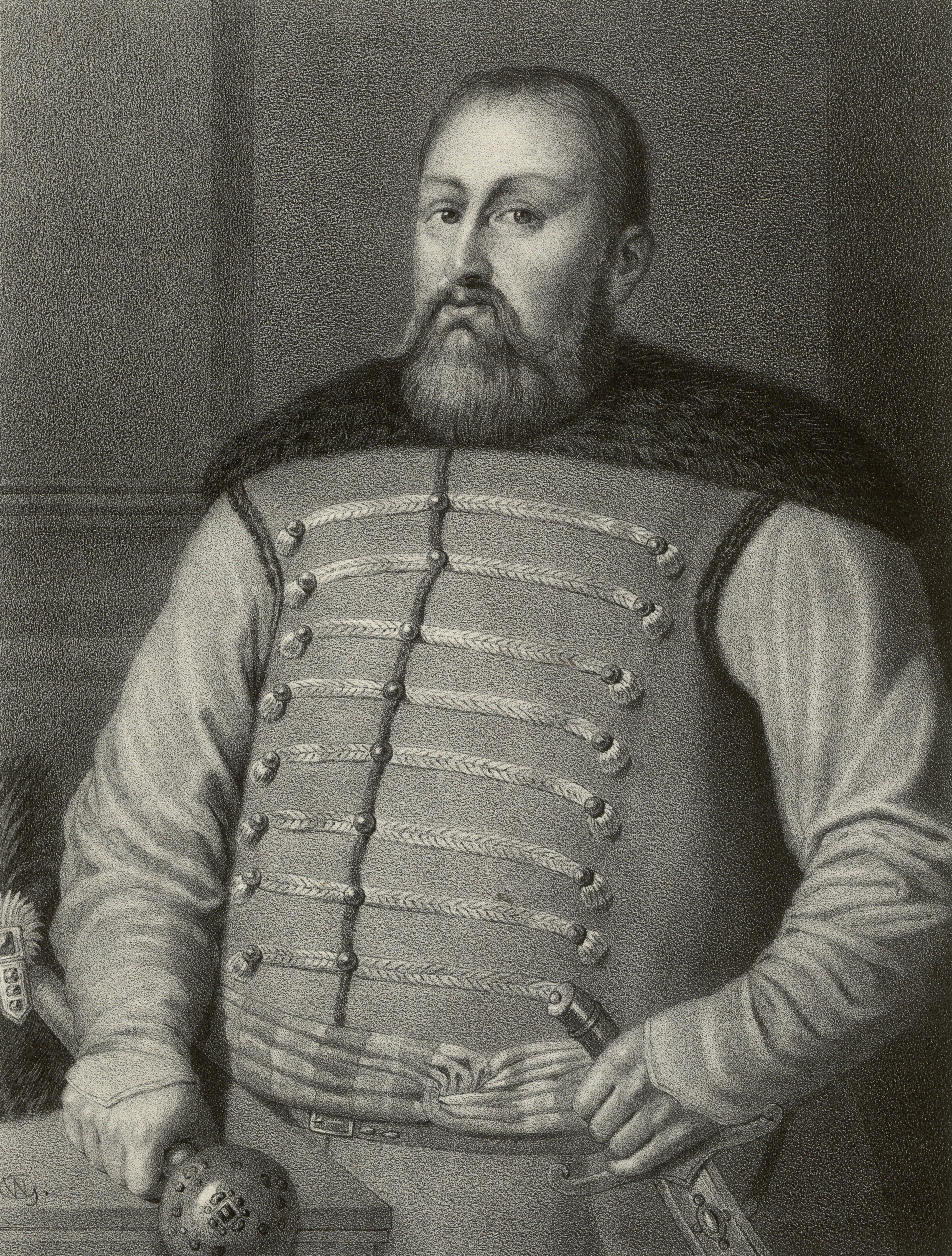
Wojewoda bracławski Mikołaj Potocki herbu Pilawa

Chorągiew husarska koronna Mikołaja Potockiego – chorągiew husarska koronna I połowy XVII wieku, okresu wojen ze Szwedami i Moskwą.
Szefem tej chorągwi był wojewoda bracławski - Mikołaj Potocki herbu Pilawa.
Stan liczebny tej chorągwi pod koniec listopada 1627 wynosił 100 koni.